# Follacell
MM Follacell AS, av företaget skrivet MM FollaCell AS, är ett massabruk i Follafoss i Steinkjers kommun i Norge, som är Norges enda tillverkare av kemisk-termomekanisk pappersmassa (CTMP).
Follacell grundades 1901 som sågverket Folla AS och utvidgades 1909 med en massafabrik. År 1908 såldes AS Folla till Gustaf Oskar Örn, smältverksingenjören Tharaldsen och godsägaren Otto Schultz i Egge, vilka beslöt att anlägga ett träsläperi i Follafoss. Massaproduktionen kom igång i oktober 1909. År 1919 köpte Nord-Trøndelag fylkeskommune krafträttigheterna i Follafoss, byggde ut Follafoss kraftverk och grundade Nord-Trøndelag Elektrisitetsverk. Samtidigt köpte fylkeskommunen Folla träsliperi.
År 1983 köpte Bjørn Lyng fabriken av fylkeskommunen och ställde om produktionen från ett träsliperi till tillverkning av kemisk-termomekanisk pappersmassa 1984. År 1988 installerades bland annat ett nytt blekeri. År 1989 sålde Bjørn Lyng bruket till Norske Skog. Södra Cell köpte fabriken 2000.
Massabruket köptes 2013 av den österrikiska pappers- och emballagekoncernen Mayr-Melnhof Karton AG.
Follacell har en årlig produktionskapacitet på omkring 180 000 ton.